# Kiran Chemjong
Kiran Chemjong (en nepalí: किरण चेम्जोङ); Dhankuta, Nepal; 24 de marzo de 1990) es un futbolista de Nepal que juega en la posición de guardameta y que actualmente milita en el Maziya S&RC de la Dhivehi Premier League.

## Carrera

### Club
| Periodo   | Club                     |
| --------- | ------------------------ |
| 2008–2009 | Machhindra Football Club |
| 2009–2016 | Three Star Club          |
| 2016–2017 | Manang Marshyangdi Club  |
| 2017–2018 | TC Sports Club           |
| 2018      | Minerva Punjab FC        |
| 2018–2019 | TC Sports Club           |
| 2019–2020 | RoundGlass Punjab FC     |
| 2021      | Dhangadhi FC             |
| 2021–     | Maziya S&RC              |

### Selección nacional
Debutó con Nepal en la clasificación para la Copa Desafío de la AFC 2008 ante Camboya en Nom Pen donde se rompió la mandíbula. Su primer partido de local con la selección fue ante Afganistán. Formó parte de la selección que participó en los Juegos Asiáticos de 2018
Actualmente es el jugador con más apariciones con la selección nacional.

## Logros
Minerva Punjab
- I-League: 2017–18[2]

TC Sports
- Dhivehi Premier League: 2018

Maziya S&RC
- Dhivehi Premier League: 2022

Individual
- Mejor portero de la Dhivehi Premier League: 2018
- Mejor portero de la I-League: 2019–20
- Mejor portero de la Nepal Super League: 2021